# Chambre des comptes de Normandie
La Chambre des comptes de Normandie était, sous l'Ancien Régime, une cour souveraine spécialisée dans les affaires de finance du duché de Normandie.

## Attributions
La Chambre des Comptes de Normandie avait pour attributions, sur son ressort géographique :
- la gestion du domaine royal et la vérification des comptes des officiers royaux ;
- l'enregistrement de certains textes royaux, des actes de foi et hommage, des aveux et dénombrements des fiefs mouvant de la Couronne, du serment des officiers ;
- l'examen des comptes par les auditeurs, leur révision par les correcteurs, leur jugement éventuel par les conseillers-maître.

Lors de la fusion entre la Chambre des Comptes et la Cour des Aides de Rouen, en 1705, les attributions de cette dernière s'y ajoutent :
- affaires relatives aux impôts : la Taille, les Aides, les Gabelles, les droits d'Octroi ; directement (première instance) ou sur appel de décisions des juridictions subalternes : élection, grenier à sel, Traites [1].

La Chambre des Comptes, devenue la Cour des Comptes, aides et finances de Normandie, ne doit pas être confondue avec le Bureau des Finances de Rouen, dont les attributions étaient distinctes et dont les locaux se trouvaient aussi près de la Cathédrale Notre-Dame, mais sur le côté ouest de son parvis.
La Chambre des Comptes, comme la Cour des Aides, était une cour souveraine, contrairement au Bureau des Finances.

## Historique

### Sous les ducs de Normandie
Les études historiques faites par Léopold Delisle et Charles Homer Haskins ont montré que l'origine des Chambres des comptes se trouve dans l'Échiquier créé par les ducs de Normandie. Cet organisme de contrôle des comptes des officiers du domaine du duc sont connus depuis le début du XIIe siècle, mais qui existait antérieurement. Ces études n'ont pas permis de savoir si cette institution a été apportée par les Normands avant leur installation en Normandie, ou si elle a été inventée après leur installation.
Le duché de Normandie a possédé une organisation financière assez développée dès Guillaume le Conquérant. Le Dialogus de Scaccario, composé vers 1175, explique les règles de fonctionnement de l'Échiquier anglais organisé sur le modèle de l'Échiquier des comptes de Caen et en attribue la création à Guillaume le Conquérant. Pendant le règne d'Henri II, l'Échiquier est divisé en deux parties : la Trésorerie, organe permanent où sont perçus les versements en espèces, et la Cour, siégeant à époques fixes où sont examinés et apurés les comptes des baillis et des prévôts. Henri II a imposé la tenue des sessions à des dates fixes. La Cour financière a précédé la Cour de justice. Quand la cour du duc se réunit à Caen pour s'occuper de l'audition des comptes, c'est une session de l'Échiquier, quand la Cour traite des affaires civiles, c'est la Cour siégeant à l'Échiquier, ce que les textes appellent « les jugements des barons de l’Échiquier rendus sur l’Échiquier ».

### Après le rattachement au domaine de la Couronne
Après le rattachement du duché de Normandie au domaine de la Couronne, l'Échiquier de Normandie est installé à Rouen. L'ordonnance de 1306 sur la comptabilité des baillis normands leur impose de faire leurs paiements à chaque échiquier aux dates de Pâques et de la Saint-Michel. Les sessions de l'échiquier se tenaient sous la présidence des commissaires envoyés par le roi. Fernand Soudet a trouvé dans les registres de l'Échiquier des Causes une ordonnance de L'Échiquier des comptes en 1390. Dans le relevé des dépenses des tables que font les commissaires royaux en 1349 ils distinguent « nos seigneurs des comptes et nos seigneurs de l'échiquier ». Les premiers examinent les recettes et dépenses des bailliages. Léopold Delisle a publié en 1871 les Actes normands de la Chambre des comptes de Paris sous Philippe de Valois (1328-1350). François Farin (vers 1605-1675) prétend dans Histoire de la ville de Rouen qu'une Chambre des comptes a été fondée en 1380, mais sans qu'on ait trouvé un document permettant de confirmer cette affirmation.

### Pendant la guerre de Cent Ans
Pendant la guerre de Cent Ans, une Chambre des comptes est fondée à Caen vers 1417 par le roi d'Angleterre comme le montre deux textes. Le premier, un ordre royal daté du 24 novembre 1417 mentionne « les gens de nosdiz comptes », le second du 28 février 1418 nommant Pierre le Verrier « conseiller en la Chambre de nos comptes ». Cette création doit remonter au 1er novembre 1417, quand Sir John Tiptoft est nommé en qualité de président in scaccario nostro Normannie et de trésorier général du duché. Une Chambre des comptes a été fondée dans l'enceinte du château de Caen. Au fur et à mesure de l'accroissement des gains territoriaux du roi d'Angleterre en France jusqu'au traité de Troyes, le ressort de cette chambre s'est étendu. La procédure appliquée à la Chambre des comptes de Caen s'inspirent de celles de la Chambre des comptes de Paris. Après la mort d'Henri V, Henri VI, la Chambre des comptes de Caen est dissoute et les affaires en cours avec les archives sont transférées à la Chambre des comptes de Paris. Jusqu'en 1436, l'administration financière du duché de Normandie est traitée à la Chambre des comptes de Paris. Quand le 13 avril 1436 l'armée française reprend Paris aux Anglais. Une nouvelle Chambre des comptes pour la Normandie est alors fondée à Rouen par un mandement de Richard, duc d'York, le 11 juillet 1436, « lieutenant general et gouverneur de nos dit royaume de France, duché et païs de Normandie et aultres nos domaines et seigneures de par dela » pour le roi Henri VI.
À la suite de la conquête du duché de Normandie par Charles VII la Chambre des comptes de Rouen est dissoute, probablement en 1451. Il a maintenu l'Échiquier des Causes. Au XVe siècle, il va y avoir dans la Chambre des comptes de Paris une chambre de Normandie.
Par le traité de Saint-Maur-des-Fossés, le 29 octobre 1465, Louis XI qui a donné en apanage à son frère Charles le duché de Normandie, l'autorise à créer une Chambre des comptes particulière à Rouen. Trois ans plus tard, Louis XI recouvre la Normandie. En 1469, Charles se réconcilie avec Louis XI et échange la Normandie contre le duché de Guyenne. Pour marquer le retour définitif du duché de Normandie dans le domaine de la Couronne, il fait briser l'anneau d'or des ducs pendant une séance solennelle de l'Échiquier en novembre 1469.

### Une tentative de recréation en 1543
En octobre 1543, François Ier ayant besoin d'argent décide la création d'une Chambre des comptes à Rouen. Il pensait tirer 120 000 livres de la vente des offices. Les Rouennais protestèrent auprès du roi et auprès des États. Le roi a accepté de retirer son édit contre le paiement d'une somme de 220 000 livres. Finalement les États ont dû payer 246 875 livres pour obtenir la suppression de la Chambre des comptes par une ordonnance du 21 juin 1544.

### Recréation par Henri III en 1580
Henri III crée la Chambre des comptes de Normandie à Rouen par l'édit de Saint-Maur-des-Fossés de juillet 1580. Le parlement de Normandie a enregistré les lettres patentes d'érection de la Chambre le 4 août 1580. La Chambre des comptes a été installée par Jacques de Bauquemare, premier président au parlement de Normandie au cours de séances qui se sont tenues entre le 2 décembre 1580 et le 23 janvier 1581. Le Premier président de la chambre a été René Duval, sieur d'Estors, qui a été ambassadeur du roi en Suisse.
Par l'édit de septembre 1580, le roi interdit au vassaux du roi dans la province de Normandie de faire les fois et hommages, et donner leurs aveux de dénombrement ailleurs qu'en la Chambre des comptes de Normandie établie à Rouen.
En 1580, la Chambre des Comptes est installée au prieuré Saint-Lô, puis en 1589 dans l'hôtel Romé de Fresquiennes. Nécessitant des locaux plus vastes, la Chambre des Comptes s'installe en 1636 dans une demeure située rue des Carmes, sur laquelle est ouverte une porte cochère.
Une salle d'audiences, des locaux d'archives, une chapelle, y sont aménagés.
Après la suppression de la Chambre des Comptes, en 1791, ses locaux sont vendus comme bien national. A la fin du XIXe siècle, son emprise foncière est amputée par la construction de l'immeuble de la Mutuelle-Vie, sur le côté nord du parvis de la cathédrale.
Endommagé par les bombardements de 1944, l'ancien siège de la Chambre des Comptes de Normandie subsiste partiellement aujourd'hui : sa façade en pierre sculptée, de style renaissance est visible dans une cour accessible au public, entre l'extrémité Ouest de la rue Saint Romain et le bas de la rue des Carmes. L'ancien immeuble de la Mutuelle-vie a, quant à lui, été remplacé en 1975 par celui du Palais des Congrès , désaffecté à partir de 1997 et remplacé lui-même au début des années 2010 par l'Espace Monet-cathédrale.

### Cour des comptes, aides et finances de Rouen en 1705
Une Cour des aides a été créée en Normandie vers 1454 selon le plus ancien document connu daté du 8 mars 1456. La création de la cour a été confirmée par Louis XI le 19 novembre 1462. Elle a la même amplitude de juridiction que la Cour des aides de Paris. C'était une cour souveraine. Henri II a donné un édit en mai 1552 « sur le fait de l'ampliation de l'autorité, connoissance et jurisdiction de la Cour des aydes en Normandie ». En 1705, la Cour des aides fusionne avec la Chambre des comptes de Normandie, sous le nom Cour des comptes, aides et finances de Rouen .

### Suppression de la Cour en 1771 et rétablissement en 1776
Au moment de la réforme Maupéou des Parlements, au début de 1771, les officiers de la Cour des Comptes, Aides et finances de Normandie prennent parti pour les parlementaires en adressant au Roi une sévère remontrance. En septembre 1771, un édit supprime la Cour des Comptes, aides et finances de Normandie, pour la rattacher à celle de Paris. En 1772, les archives de la chambre des Cour normande sont transportées à Paris.
Après l'avènement de Louis XVI, le système Maupéou est rapporté par un édit d'octobre 1774. La Cour des comptes, Aides et finances de Normandie est réinstallée en 1776. De 1775 à 1777, ses archives sont rapportées à Rouen.

### Suppression des Chambres des comptes par l'assemblée constituante en 1790
Hostile en majorité au principe de la vénalité des charges, l'Assemblée constituante arrête le 7 septembre 1790 le principe de la suppression des chambres des comptes. Le décret du 22 décembre 1790 décide que « toute présentation de comptes aux chambres des comptes cessera de ce jour ». La loi rendant effective cette décision est prise le 5 janvier 1791. La Cour tient sa dernière séance le 29 mars 1791.

## Composition de la Chambre des comptes
L'édit de création de la Chambre des comptes de Normandie a prévu 2 présidents, dont un a le titre de Premier président, 10 maîtres, 2 correcteurs, 8 auditeurs, un avocat, un procureur, un greffier, 2 gardes-livres, quatre huissiers dont un porte le titre de premier huissier-garde et concierge, un receveur et payeur des gages et droits des officiers. Les trésoriers généraux de France et des finances des deux Bureaux de Normandie y avaient droit de séance.
En 1705, après la fusion avec la Cour des aides, la nouvelle Chambre comprend 9 présidents, dont le Premier président, 64 conseillers-maîtres ordinaires, 10 conseillers-correcteurs, 34 conseillers-auditeurs, 2 avocats, un procureur général et 4 substituts.
Les charges de président, conseillers, greffier en chef et notaires-secrétaires étaient vénales et anoblissantes héréditairement au second degré, soit après deux générations d'exercice durant au moins vingt ans chacune ou mort en charge.

### Premiers présidents
- 1580 : René Duval, sieur d'Estors, ambassadeur d'Henri III en Suisse, marié à Madeleine de L'Aubespine, sœur de Claude de L'Aubespine, président en la Chambre des comptes de Paris,
- 1585 : Nicolas Langlois, seigneur de Motteville[17],
- 1640 : Nicolas Langlois, seigneur de Courmoulin, reçu en survivance en 1618,
- 1642 : Georges Langlois, seigneur de Motteville[18], mort en charge le 7 mai 1681 ;
- 1681 : François-Marie de Motteville, mort en charge en 1688 ;
- 1689 : Emmanuel-Bruno de Motteville, frère du précédent, puis président à mortier au Parlement de Normandie en 1692 ;
- 1692 : Jean-Baptiste de Boyvin, chevalier, seigneur de Bonnetot et de Bacqueville, mort en charge à Rouen le 12 décembre 1706 [19],
- 1707 : Jean-Baptiste Ledo (ou Lesdos), chevalier, seigneur de la Rivière, Gréville, Urville, des Fontaines, de Dur Ecu, et autres terres et seigneuries, procureur général en la Cour des aides en 1679, résigne en 1715, mort à Rouen en 1725[20]
- Jean-Baptiste Lesdo, seigneur de Valliquerville (fils du précédent), reçu en survivance en 1715, mort en charge à Rouen le 13 octobre 1716,
- 1718 : Thomas-Aimable-Nicolas Lesdo de la Rivière (frère du précédent), reçu en survivance le 27 novembre 1718, mort en charge à Rouen le 18 décembre 1766[21],
- 1767 : Thomas-Barthélemy Le Couteulx, a exercé jusqu'à la suppression de la Cour des comptes de Normandie.